# Nizozemska nogometna reprezentanca
Nizozemska nogometna reprezentanca predstavlja Nizozemsko na mednarodnih nogometnih tekmovanjih in deluje v okviru Kraljeve nizozemske nogometne zveze.